# Mecklenburgs voetbalkampioenschap 1910/11
In 1910/11 werd het zevende Mecklenburgs voetbalkampioenschap gespeeld, dat georganiseerd werd door de Noord-Duitse voetbalbond. Schweriner FC 03 werd kampioen en plaatste de club zich voor de Noord-Duitse eindronde. De club verloor met 1-6 van Altonaer FC 1893.

## Eindstand
| Plaats | Club                        | Wed. | W | G | V | Saldo | Ptn |
| ------ | --------------------------- | ---- | - | - | - | ----- | --- |
| 1.     | Schweriner FC 03            |      |   |   |   |       |     |
| 2.     | Techniker FC Corso Strelitz |      |   |   |   |       |     |
| 3.     | Rostocker FC 1895           |      |   |   |   |       |     |
| 4.     | Internationaler FC Rostock  |      |   |   |   |       |     |
| 5.     | FC Alemannia 03 Rostock     |      |   |   |   |       |     |
| 6.     | FC Vorwärts 04 Schwerin     |      |   |   |   |       |     |

|  | Kampioen |